# عهد الهوى (فلم)
عهد الهوى هو فيلم رومانسي موسيقي مصري تم إنتاجه عام 1955، عن رواية غادة الكاميليا لألكسندر دوماس الابن، واقتباس علي الزرقاني، وإخراج أحمد بدرخان و بطولة فريد الأطرش ومريم فخر الدين وإيمان ويوسف وهبي.

## قصة الفيلم
يصل وحيد من أوروبا بعد حصوله على شهادة عالية، يطلب منه ابيه المزارع أن يسافر إلى القاهرة ليتسلم عمله في إحدى الشركات، في القاهرة يلتقي بالحسناء نادية التي تعشق رجلاً عجوزاً في أحد محال بيع وتصيلح البيانو، يعجب بجمال الفتاة ويظل يلاحقها حتى يلتقي بها عند بائعة زهور، يتحدث معها ويدعوها لحضور حفلة يغني فيها، بعد سماعه تعجب به وتلقاه من حين لآخر في رحلات قصيرة، في إحدى الحفلات في منزلها يتقدم لخطبة الفتاة، يقابل بسخرية الحاضرين في الحفلة، وعندما يعرف سببها يذهب إلى بيته غاضباَ، تلحق به خادمة نادية ويعرف منها كل شئ، يعرف أنها امرأة مغلوبة على أمرها دفعتها الحاجة إلى الحياة في منزل امرأة تبيع جمالها وشبابها لكل من يدفع الثمن، وإن الرجل الذي ظنه أباها لم يكن إلا أحد عشاقها، يعود إلى حبيبته ويخرج بها من هذا السجن إلى حيث يقضيان أسعد أيامهما بين القاهرة والإسكندرية، يحضر أبوه إلى مصر لمعرفة أخباره وعندما يعرف بقصته يطلب منه الابتعاد عن هذه الفتاة المدنسة، فلا يجد منه الرضوخ والطاعة فيلجأ إلى الحيلة وينتهز فرصة خلو المنزل من وحيد ويذهب للقاء الفتاة يطلب منها إن تترك ولده حرصا على سمعته، لترسل له تلغراف تخبره بأنها وجدت عاشق جديد، ليسافر وحيد مع والده ويبكي حبه الضائع، ثم يكتشف أن نادية تلفظ أنفاسها الأخيرة، ويذهب ليلقي عليها نظرة الوداع.

## فريق العمل
إخراج: أحمد بدرخان 
تأليف:
- ألكسندر دوماس الابن
- علي الزرقاني

إنتاج: أفلام فريد الأطرش
بطولة:
- فريد الأطرش
- مريم فخر الدين
- إيمان
- يوسف وهبي
- سراج منير
- عبد السلام النابلسي
- ميمي شكيب
- زينب صدقي
- عبد الغني النجدي
- إحسان القلعاوي
- زكي إبراهيم
- نادية جمال

## أغاني الفيلم
من الحان: فريد الأطرش
- أنا وإنت لوحدينا (كلمات: أنور عبد الله)
- حبني قد ما تقدر (كلمات: مأمون الشناوي)
- القلب قلبي (كلمات: مأمون الشناوي)
- مين يعرف (كلمات: عبد العزيز سلام)

## روابط خارجية
- مقالات تستعمل روابط فنية بلا صلة مع ويكي بيانات